# Pacómetro

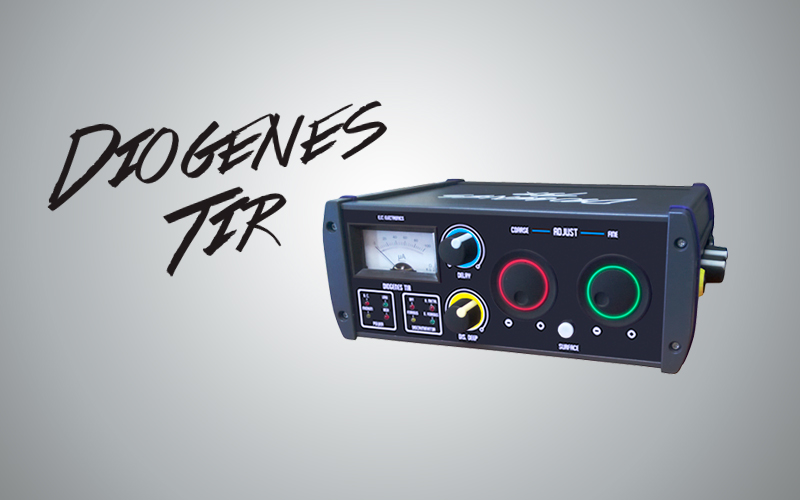
Detector Diogenes_TIR

Un pacómetro, medidor de recubrimiento o pachómetro (en el argot de ingeniería civil), es un dispositivo utilizado para determinar el grosor de un vidrio, de un papel, o de una estructura de hormigón armado. En este último contexto, como medidor de recubrimiento permite localizar las barras de armadura de una estructura y precisar el espesor del recubrimiento de hormigón utilizando la medida de la perturbación de un campo magnético generado en la superficie del mismo.

## Método
El método de inducción de impulso se basa en la tecnología de inducción de un impulso electromagnético para detectar barras de armadura. Las bobinas de la sonda se cargan periódicamente con impulsos de corriente y por tanto, generan un campo magnético. En la superficie de cualquier material eléctricamente conductor que se encuentre en el campo magnético se producen corrientes de Foucault, que inducen un campo magnético en dirección opuesta. El cambio de tensión inducida resultante se puede utilizar para determinar la posición y tamaño de las barras de la armadura, las que están más cerca de la sonda o de mayor tamaño producen un campo magnético más fuerte.
Los detectores modernos de barras de armadura utilizan distintos montajes de bobinas para generar varios tipos de campos magnéticos. El procesamiento avanzado de la señal permite no sólo la localización de barras de armadura, sino también la determinación del grosor del recubrimiento y la estimación del diámetro de la barra. Este método no se ve afectado por los materiales no conductores como el hormigón, la madera, los plásticos, los ladrillos, etc. . . Sin embargo, cualquier tipo de material conductor dentro del campo magnético tendrá una influencia en la medida.

## Inducción de impulso vs. detector de metales
Los detectores de metales son dispositivos menos sofisticados que sólo pueden localizar objetos metálicos debajo de la superficie. El método de inducción de impulso es una de las soluciones más utilizadas.
Ventajas:
- alta precisión
- no influido por la humedad y las heterogeneidades del hormigón
- no afectado por las influencias ambientales
- costes bajos

Desventajas:
- Intervalo de detección limitado
- El espacio mínimo entre las barras depende de la profundidad del recubrimiento

## Normas
- BS 1881:204 Ensayo de hormigón. Recomendaciones sobre el uso de medidores electromagnéticos
- DGZfP:B2: Directriz "für Bewehrungsnachweis und Überdeckungsmessung bei Stahl- und Spannbeton"
- DIN 1045 : Directriz Estructuras de hormigón, hormigón armado y pretensado
- Ensayos no destructivos de prácticas de hormigón ACI 228.2R-2.51 : medidores de recubrimiento.

- BS 1881:204
- DGZfP:B2: Directriu "für Bewehrungsnachweis und Überdeckungsmessung bei Stahl- und Spannbeton"
- DIN 1045 : Directriu Estructures de formigó, formigó armat i pretensat
- ACI 228.2R-2.51 nt.

## Aplicación
El diagnóstico y el análisis precoz del estado del recubrimiento de hormigón y de las armaduras aparentemente saludables permiten medidas preventivas de control de la corrosión para reducir los riesgos no deseados para la seguridad estructural. Bundesanstalt für Materialforschung und-prüfung (Instituto Federal de Investigación y Prueba de Materiales, Alemania) ha desarrollado un sistema robótico equipado con sensores para acelerar la recogida de varios criterios utilizados para el diagnóstico. Además de ultrasonidos, radar de penetración del suelo, resistencia del hormigón, campo potencial, se utilizó el método de corrientes de Foucault implementado en el Profometer 5 para medir el recubrimiento de hormigón.